# Resolució 820 del Consell de Seguretat de les Nacions Unides
La Resolució 820 del Consell de Seguretat de les Nacions Unides fou adoptada el 17 d'abril de 1993. Després de reafirmar tots els anteriors resolucions sobre el tema per a un acord de pau duradora a Bòsnia i Hercegovina i la regió, el Consell va examinar el pla de pau per a Bòsnia i Hercegovina i mesures globals per assegurar seva implementació.

## Contingut
El Consell va reafirmar que la pràctica de la neteja ètnica era inacceptable i que totes les persones desplaçades havien de tornar a casa seva. Va observar la Resolució 808 (1993) en les propostes de la qual per un tribunal internacional van ser confirmades, expressant a més la seva alarma per la condició de les víctimes del conflicte.
La resolució anava a conformar el pla de pau per Bòsnia i Hercegovina i la seva acceptació per dues de les parts bosnianes, tanmateix es va expressar preocupació pel rebuig pels serbis de Bòsnia de l'acord sobre arranjaments provisionals. Es va demanar a totes les parts a observar un alto el foc i participar en més hostilitats, respectant el dret de la Força de Protecció de les Nacions Unides (UNPROFOR) i les agències internacionals humanitàries a tenir accés sense restriccions al país sencer i assegurar la seguretat del seu personal. Es van condemnar les violacions del dret internacional humanitari, en particular la neteja ètnica i la detenció i violació de dones. Totes les declaracions fetes sota coacció es van declarar nul i sense efecte i que totes les persones desplaçades tenen el dret a tornar a casa.
El Consell de Seguretat declarà la seva intenció d'ajudar a implementar el pla de pau i preguntà al secretari general Boutros Boutros-Ghali a informar amb propostes detallades inclòs el control eficaç de les armes pesants en el termini de nou dies des de l'aprovació de la resolució actual, sol·licitant als Estats membres que cooperin amb ell.
La Resolució 820 fou aprovada per 13 vots contra cap i dues abstencions de República Popular de la Xina i Rússia.

## Sancions
El Consell, actuant sota el Capítol VII de la Carta de les Nacions Unides, va decidir que les mesures llistades abaix han de ser implementades en 9 dies a menys que els serbis de Bòsnia signessin el pla de pau i cessessin els seus atacs, i van observar que si això continuava, les mesures entraran en vigor immediatament. Les mesures incloïen:
1. La importació, exportació i transbord a través de les àrees protegides i les zones controlades pels serbis de Bòsnia només quedarà autoritzada pels governs de Croàcia o Bòsnia i Hercegovina, exclosa ajuda humanitària;
2. Tots els estats podrien, en aplicació de les resolucions 757 (1992) 760 (1992), 787 (1992) i la resolució actual, adoptar mesures per evitar la desviació de mercaderies i productes destinats a altres llocs, a la República Federal de Iugoslàvia (Sèrbia i Montenegro);
3. Demana una cooperació plena amb la UNPROFOR amb les funcions de control d'immigració i duanes derivades de la Resolució 769 (1992);
4. Tota la navegació en el Danubi ha estat autoritzada pel Comitè establert a la Resolució 724 (1991);
5. Vigilar els vaixells propietat o controlat per la República Federal de Iugoslàvia, o aquells que violin les resolucions del Consell de Seguretat, de passar per les instal·lacions fluvials;
6. Els països a les ribes del Danubi són responsables de garantir que es compleixin les resolucions anteriors;
7. La importància de les mesures preses i les infraccions que calgui informar i sancions;
8. Els estats que tinguin fons de la República Federal de Iugoslàvia (Sèrbia i Montenegro) haurien de congelar-los;
9. Prohibir el transport de tots els productes a través de les fronteres terrestres o a través dels ports de la República Federal de Iugoslàvia, exclosos els subministraments mèdics i alimentaris i aquells que aprovi el Comitè;
10. Els estats veïns de la República Federal de Iugoslàvia haurien d'impedir el pas de tots els vehicles de transport de mercaderies i material rodant sobre o fora de la República Federal de Iugoslàvia, excepte una quantitat limitada de creuar aprovada pel Comitè;
11. Tots els vaixells, vehicles i aeronaus sospitoses de violar les resolucions pendents d'investigació seran capturats, i les despeses passades als propietaris;
12. Prohibir la prestació de serveis, excepte per a telecomunicacions, servei postal o assistència legal
13. Tot el transport marítim a les aigües territorials de Sèrbia i Montenegro queda prohibit.

El Consell va confirmar que les mesures anteriors no s'apliquen a la UNPROFOR, la Comissió d'Arbitratge de la Conferència de Pau sobre l'antiga Iugoslàvia i la Missió de Seguiment de la Comunitat Europea. La part serbi de Bòsnia coopera de bona fe amb el pla de pau de les Nacions Unides. També va anunciar que les mesures serien reconsiderades una vegada que la part serbobosniana col·labori de bona fe amb el pla de pau de les Nacions Unides.